# یوخاری نوودی
یوخاری نوودی (به لاتین: Yuxarı Nüvədi، پیش از آن ورخنیه نوادی Verkhniye Nyuady) یک منطقه مسکونی در جمهوری آذربایجان است که در شهرستان لنکران واقع شده‌است. یوخاری نوودی ۲۰۸۴ نفر جمعیت دارد.

## ریشه واژه
یوخاری در زبان ترکی آذربایجانی به معنای بالا یا علیا است و نو و ودی در زبان تالشی به‌ترتیب به‌معنای تازه و روستا یا آبادی هستند و معنای کلی یوخاری نوودی می‌شود روستای تازه بالایی یا شمالی.